# Ojinaga

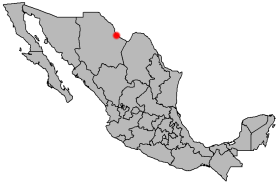
Localização de Ojinaga.

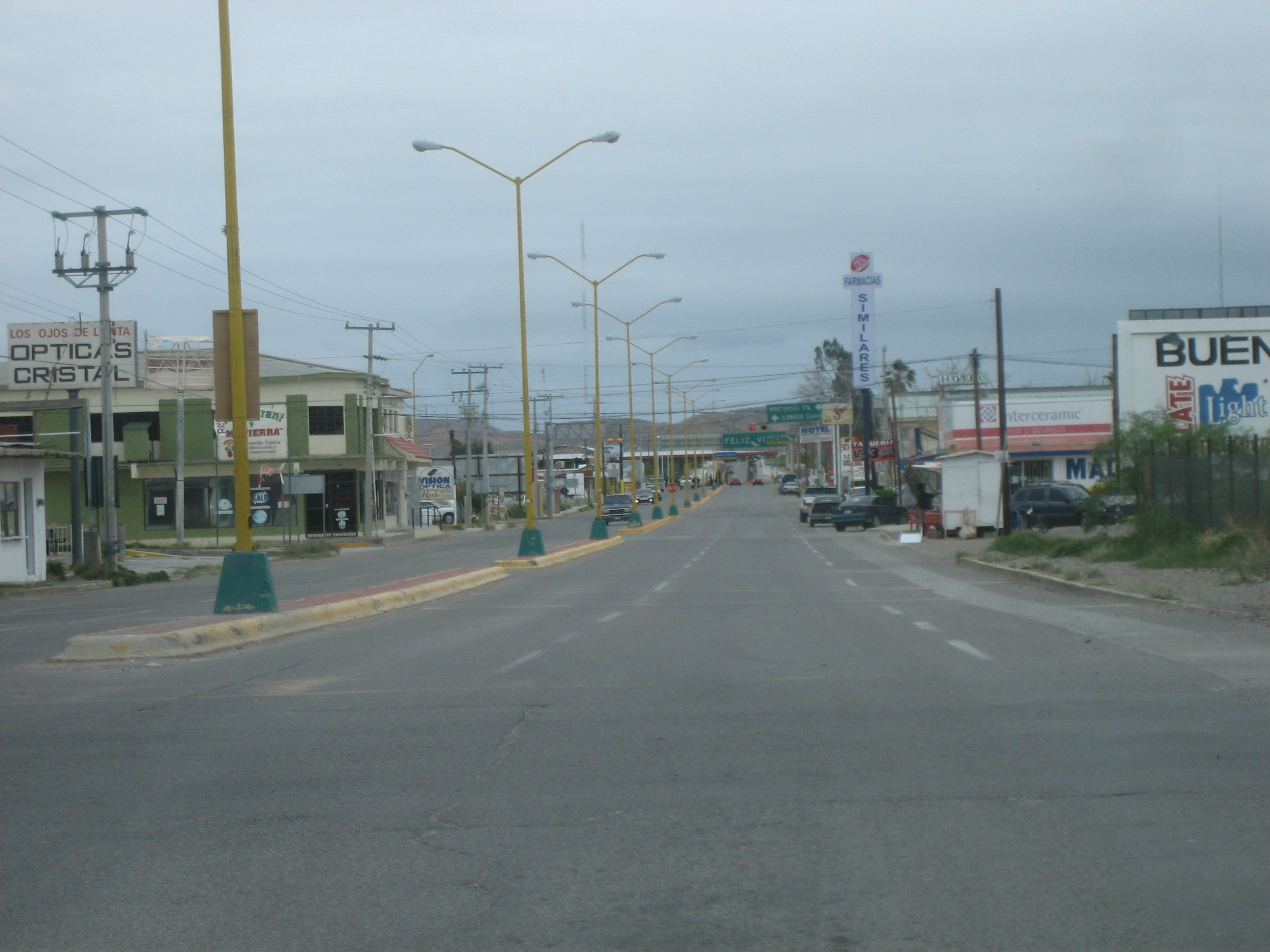
Ojinaga.

Ojinaga é uma cidade do estado de Chihuahua, no México.